# Casas del Turuñuelo
Koordinaten: 38° 56′ 57″ N, 6° 3′ 53″ W

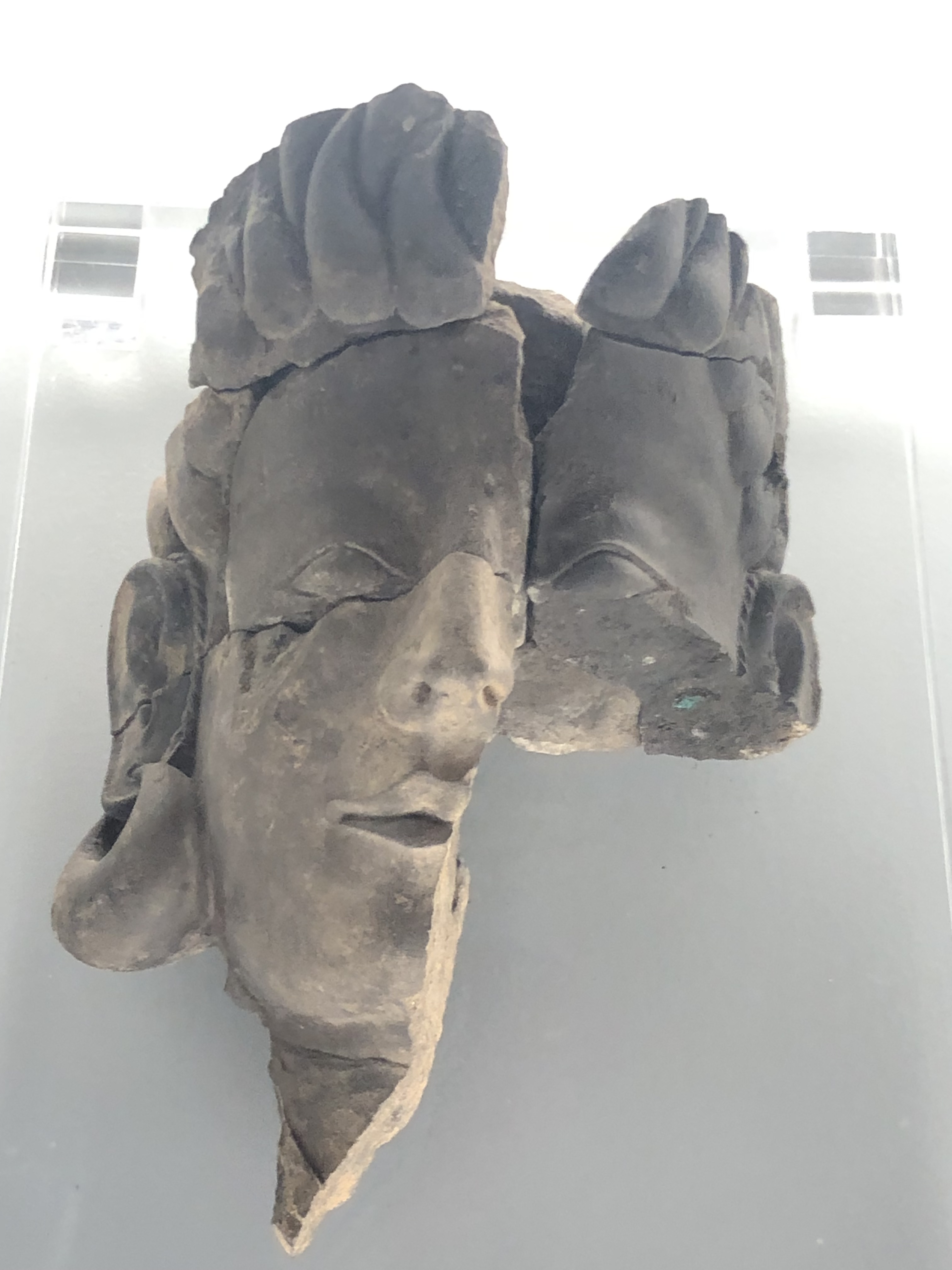
Reliefkopf

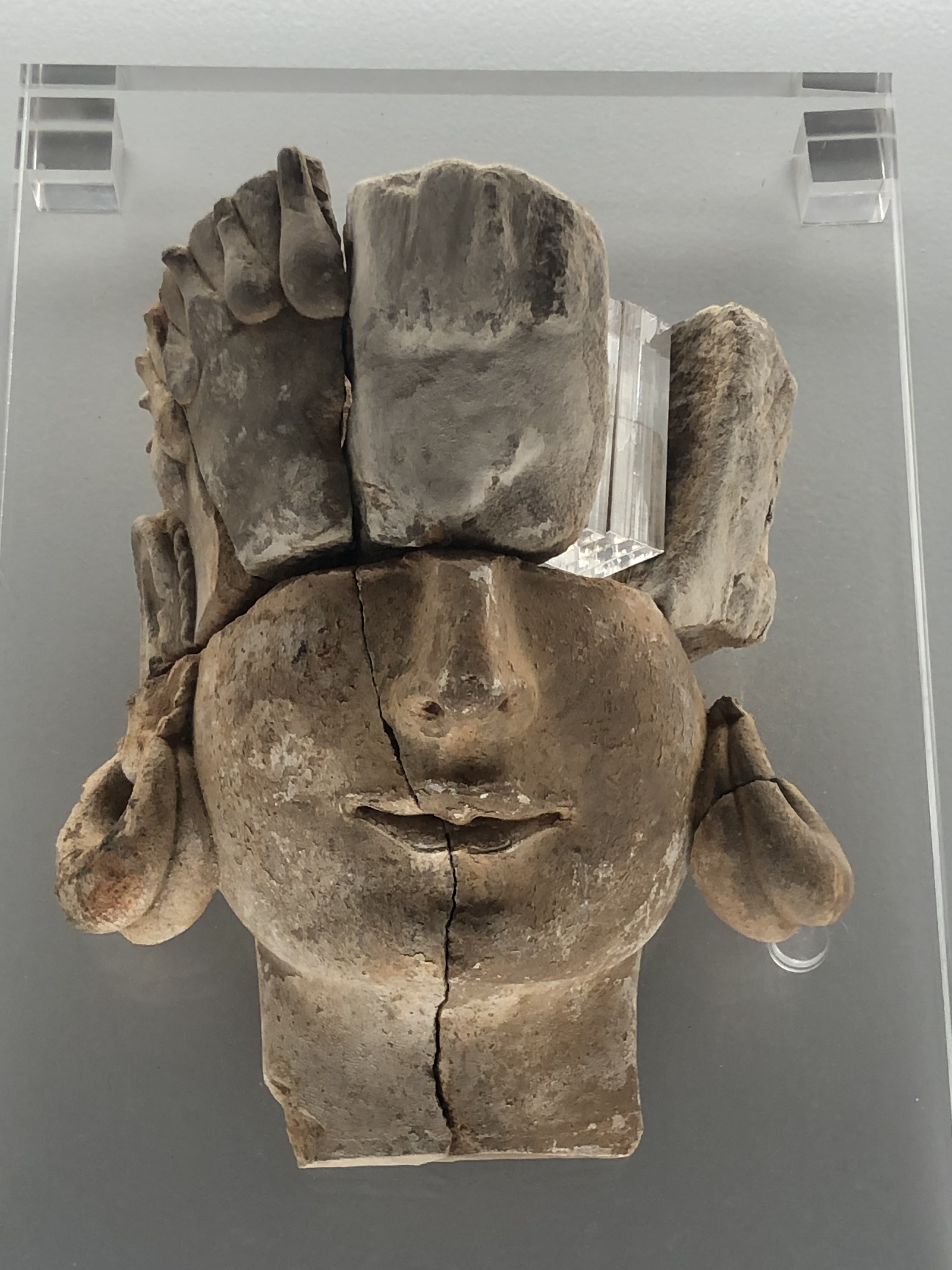
Weiterer Reliefkopf

Die Casas del Turuñuelo (auch: El Turuñuelo de Guareña) umfassen mehrere Strukturen innerhalb der archäologische Grabungsstätte von Guareña nahe Medellín in der spanischen Provinz Badajoz (Extremadura). Die Grabstätte ist seit den 1990er Jahren bekannt.
Der künstlich aufgeworfene Hügel enthält eine Grabstätte der tartessischen Kultur und wird auf das 5. Jahrhundert vor Christus datiert. Es handelt sich dabei um ein sehr spätes Zeugnis dieser Kultur, nachdem deren Untergang im Tal des Guadalquivirs auf das 6. vorchristliche Jahrhundert bestimmt werden konnte.
Die Grabstätte bestand aus einer großen Struktur, die später – vermutlich aus zeremoniellen Gründen – in Brand gesteckt wurde. Vermutlich wollte man die Struktur auch vor den herannahenden keltiberischen Völkern schützen.

## Ausgrabungen
Erste stratigrafische Messungen erfolgten 2014. Es folgten drei Grabungskampagnen, die durch das Institut für Archäologie in Mérida unter der Leitung von Sebastián Celestino Pérez und Esther Rodríguez González durchgeführt wurden. 2015 wurde ein 70 Quadratmeter großer Raum mit einem Altar mit Stierfellen, Bänken und einer sarkophagähnlichen Wasserwanne entdeckt. Als weitere Funde wurden ein Bronzekessel und andere Metallgegenstände sowie imitierte griechische Keramiken aufgeführt.
Bei der Grabungskampagne 2018 wurden dann Knochen eines erwachsenen Menschen und die Füße einer zeitgenössischen griechischen Statue aus polychromem Marmor entdeckt. Ein weiterer Korridor, der einen eigenen Raum umgab, konnte freigelegt werden.
Die Grabungen wurden von 2019 bis 2022 unterbrochen. Im April 2023 konnten dann fünf ungewöhnliche anthropomorphe Büsten gefunden werden. Es handelte sich um weibliche Köpfe eines Reliefs.
Schon im Laufe des Jahres 2023 wurde dies als archäologische Weltsensation betrachtet.
2024 wurde dann eine Schrifttafel, die drei tartessische Krieger zeigt und Buchstaben einer paläohispanischen Schrift offenbart, gefunden.